# Arthur Felix
Arthur Felix, né à Andrychów le 3 avril 1887 et mort le 14 janvier 1956, est un microbiologiste anglais d'origine polonaise.

## Œuvre
Membre de la Royal Society en 1943, directeur de l'Institut Lister, il a découvert, avec Edmund Weil, la réaction d'identification du typhus exanthématique à partir du proteus X 19, les formes S et R des bactéries, l'antigène Vi des salmonelloses.

## Source
- Grand Larousse universel